# یوتا ناردنباخ
یوتا ناردنباخ (انگلیسی: Jutta Nardenbach؛ ۱۳ اوت ۱۹۶۸ – ۸ ژوئن ۲۰۱۸ (aged 49)) بازیکن فوتبال اهل آلمان بود.
از باشگاه‌هایی که در آن بازی کرده‌است می‌توان به باشگاه فوتبال اس‌جی‌اس اسن، باشگاه فوتبال اف‌سی‌آر ۲۰۰۱ دویسبورگ، و باشگاه فوتبال آینتراخت فرانکفورت (زنان) اشاره کرد.
وی همچنین در تیم ملی فوتبال زنان آلمان بازی کرده‌است.